# 魔女っ子チックル
『魔女っ子チックル』（まじょっこチックル）は、1978年3月6日から1979年1月29日まで、テレビ朝日系列で毎週月曜 19:00 - 19:30に全45話が放送された、永井豪とダイナミックプロ原作の魔法少女アニメ。

## 概要
本作は「東映テレビ事業部（当時）」の制作。実際のアニメ制作はネオメディア（第30話まで）と日本サンライズ（第31話以降）が担当し、中盤より参加した風プロダクションは事実上のグロス請けとして一部の回を手掛けた。当時子供向け化粧品でも知られるダリヤより意向を受け、在阪中堅広告代理店の大広が本作を企画。アニメ制作を東映テレビ事業部に依頼した。
東映テレビ事業部は当時、『仮面ライダー』等の実写作品から『コン・バトラーV』等のアニメーションにも注力していた時期で、魔法少女物は初めての試みであった。そこで、原作者として『キューティーハニー』で少女物作品を手掛けていた永井豪とダイナミックプロを抜擢。幾多の企画案を経て、魔法界から来た魔女っ子と、魔法に初めて触れた普通の少女の二人が共演するという、魔法少女アニメとしては新機軸である｢ダブル主人公制」が導入された作品として知られることとなった。本作の主役である小森チックル＆チーコは、本放送当時に国民的アイドルであったピンク・レディーを意識したキャラクターとされている。
また、作劇の面では、魔法を悪用・乱用したチックルが人間であるチーコから罰せられる点が特徴で、本作以前の魔法少女アニメでは主人公は魔界の者から罰せられる描写が通例であった。
本作は「東映動画」製作作品ではないため、いわゆる「東映魔女っ子シリーズ」のカテゴリ外として語られる機会が多いが、オムニバスCD『歌い継がれる少女の夢～東映動画魔法少女アニメ全集』（1994年・日本コロムビア）や設定資料集『魔女っ子マテリアル』（1999年・銀河出版）などではシリーズの一環として扱われており、その解釈はさまざまである。

## ストーリー
小森チーコは今度の新学期に小学5年生に進級する女の子。ある日、ただ一人の親友であるミヨちゃんが北海道に引っ越すことになった。チーコは自分の誕生日にお別れのパーティーを開くことをミヨちゃんと約束した。しかし、誕生日の前日に断りもなくミヨちゃんは北海道に行ってしまった。
このことにショックを受けたチーコは、ふと通りかかった本屋に立ち寄ったところ、綺麗な絵本が店頭に置いてあった。チーコはこの本を欲しいと感じたが、本屋の店員によれば、その本は既に売れてしまい、今朝男の人が代金を払ったとのことだった。チーコが帰宅し、父の冬吉、母の春子、妹のヒナとの家族四人で誕生パーティーを祝っている時に、冬吉から誕生日プレゼントとして手渡されたものこそが、チーコがさきほど本屋で見つけた絵本だった。店員が言った「男の人」とは父の冬吉だったのである。
チーコが自分の部屋でその絵本をそっと開いてみると、なんと、絵本の中から女の子の助けを求める悲鳴が聞こえてきた。絵本の世界の中で怪獣に追いかけられているのだ。チーコが助ける方法を尋ねると、その女の子は「クルンカクルンカテコポコテン！」という呪文を唱えるようチーコに促した。チーコがその呪文を唱えると、なんと絵本から女の子が飛び出し、チーコの前に姿を現した。彼女こそが魔法の国の「魔女っ子チックル」だったのである。チックルはいたずらが過ぎたために絵本の世界に封印されていたのだった。
最初は「この世に魔法使いなんかいるはずがない」とチックルのことを疑っていたチーコも、やがてチックルと打ち解けあい、魔法の力を借りることによって小森家の双子の姉妹として生活することになる。こうしてチックルチーコの「ラッキーペア」が誕生したのであった。
（第1話「ラッキーペァー誕生」より）
以降、チーコの住む町で学園生活を送るチックル。熱血先生に美人女教師、厳格な教頭に温厚な校長、ガキ大将、意地悪なお嬢様とその取り巻き、あこがれの上級生などなど、いろいろな人々と、さまざまな事件や経験を体験する。最初はいたずらをしては騒動を起こしていた側のチックルであったが、次第に人助けのために活躍するようになる。チックルを諫めていたチーコとは、本当の姉妹のように仲良くなっていった。チックルが魔女っ子であることは人々に知られてはいけないのだが、チーコの実妹ヒナだけは、チックルが魔法を使用するのをたびたび目撃しており、魔女ではないかと疑っている。とはいえ、遊んでくれるチックルに結局は懐いていた。
季節は巡り、すっかり人間界に馴染んだチックルであったが、ある日、魔法界よりチックルを連れ戻すべく「オジャマ大王」を名乗る魔法界からの使者がやってくる。魔女（チックル）が人間界にとどまっているのを見過ごせなくなったため。魔女は魔法界にいるべき存在であると、魔法界へ帰ることを促すが、チックルはこれを拒む。やむなく大王はチックルが人間界にいられなくなるよう、あの手この手で人間界に騒動を起こし、チックルに罪を着せてしまう。たびたびチックルのことを疑問に思っていたヒナに続き、冬吉も、時折チックルが自分の娘ではないように感じることがあると言い出し始める。この時常にチックルをかばっていたのは、チーコの母、春子であった。その優しさに感動するチックル。
しかし大王の工作はついに小森家にまで及び、大王の魔法で台所を飛びまわった包丁が春子に迫ったその時、チックルは小森家の前で魔法を使い、春子を助ける。絵本から呪文で出入りするさまを見せてすべてを話し、小森家の人々に詫びるチックル。ヒナは、自分も一緒に魔法界に連れて行くようチックルに願うが、それが無理なことであるとわかると、絵本を取り上げ、たまたま庭で行っていた焚火に絵本をくべてしまう。大王はあわてて絵本に飛び込み、絵本からしか魔法界に戻れないこと、絵本が燃えれば魔法を使えなくなることをチックルに告げ、改めて魔法界への帰還を促す。しかし、チックルの意志は固く、また小森家も、チックルに家族のままでいてほしいと懇願する。絵本は燃え尽き、大王は「魔法使いのことはくれぐれも秘密」と言い残して、魔法界へと去って行った。
そこへ、大王の騒動でチックルが壊してしまった学校の飼育小屋の修理を手伝おうとする仲間たちが呼びに来る。改めて両親に「お父さん、お母さん行ってきます」と告げ、チックルは「人間界の住人」としての生活に戻ったのである。

## 登場人物

### ラッキーペア
小森チックル
声 - 吉田理保子
本作の主人公。絵本に封印されていた魔法少女でツインテールの髪形が特徴。チーコに封印を解かれた後、魔法の力によりチーコとの双子の姉妹として小森家で生活する。登場初期はチックルの魔法によるイタズラが周囲に騒動を引き起こす場面が多かったが、後半では人助けなど他の目的で魔法が使用されている描写も少なくない。
性格は明朗活発である反面、短気でそそっかしく多少自己中心的な面もあるが、根は誰よりも友達想いで優しく、彼女の魔法によって救われた人々も多い。そのためか、学校ではクラスの人気者である。本作のレギュラーの登場人物の中では唯一の魔法使いであるが、その技量は「半人前の魔法使い」との設定であり、チックルが身につけているバッグを妹のヒナが持ち出した際、それを取り戻そうとして、自分のバッグだけでなく近所中のバッグまで引き寄せてしまうなど、自身の意図した通りに魔法がかからないケースも時折見られる。しかし、魔法をかけるときは（魔法辞典以外は）一切道具を使わず、また箒無しで空を飛ぶ描写もあり、それなりの能力は持っているようである。
劇中ではチックルがいた「魔法の国」についてはほとんど描写がなされず、チックルに肉親が存在するかどうかは一切不明である。
毎回十字のネックレスを身につけている。普段は赤いジャケットと同じ色のショートパンツを着ていることがほとんどだが、夏には青いラインの入った白いTシャツにスキニージーンズ（ネオメディア担当回ではみられない）、冬にはオレンジと長袖ブラウスにジーンズ（風プロダクション担当回）、赤いセーターもしくは白いタートルネックのTシャツとジーンズ（日本サンライズ担当回）といった姿で登場している。またスカート姿での登場は第26話の冒頭部のみである。
小森チーコ
声 - 麻上洋子（最終話のみ潘恵子）
チックルの封印を解いた少女で、チックルが魔法使いであることを知っている唯一の人間。外見・性格共にチックルと似ていないものの、実際の姉妹の様に仲が良く、いつも2人で一緒に行動している。誕生日は3月2日で血液型はO型。
チックルが魔法を用いることをどちらかと言えば諌める場合が多く、周囲にチックルが魔法使いであることが露見するのをおそれ、ヒヤヒヤすることもしばしば。優しくおとなしい子でクッキーを焼いたり、占いに手を出したりしているが、正義感も強く、下級生をいじめる矢野さとみ達に堂々と立ち向かったこともある。
基本的にはチックルよりもしっかり者で、そそっかしいチックルを窘めることが多いが、チックルの魔法で小人や妖精に変身したときに、はしゃぎ過ぎてチックルに叱られるシーンがあるなど、立場が逆転することもある。
普段はお気に入りだと言う緑色のワンピースを着ている。冬にはピンクのセーターと赤いスカート（風プロダクション担当回）、オレンジのジャンパースカートや、緑のタートルネックに黒いスカート（いずれも日本サンライズ担当回）の姿で登場している。

### 小森家
チックルが居候することになった家。場所は東京都練馬区に存在するとの設定である。
小森ヒナ
声 - 駒沢トヨ子
チーコの実の妹で年齢は4歳くらい。おばけを信じない割には作中で最もチックルの事を疑っている人物で、幼いながらも賢くて勘が鋭い。特に初期はチックルが実の姉であることを否定するような言動も多く見られたが、後半のエピソードでは自分を大事に思ってくれるチックルを姉として受け入れている描写が多くなっている。
少々ませたところがあり、同年代の子よりも年が離れたチックル達と一緒にいることが多い。
普段は素直な子であるが、物をおねだりしたり、部屋の後片付けをしなかったりするなど、たびたび母親の春子を困らせることがある。
小森春子
声 - 北浜晴子
チックル達の母親で専業主婦。しつけには厳しいが家族想いの優しいお母さんで、怪我で倒れたチックルを徹夜で看病したこともある。
ヒナとは逆にチックルのことを実の娘だと信じきっており、チックルを疑うヒナを窘めることが多い。
夫の冬吉とともに東京生まれの東京育ちで、冬吉とは現在の小森家近くの映画館の前で出会った。
小森冬吉
声 - 大竹宏
チックル達の父親で職業はサラリーマン。冬吉がチーコへの誕生日のプレゼントとして買った絵本がチックルとの出会いのきっかけとなった。
サラリーマンになっていなかったら冒険家になりたかったらしく、第13話ではチックルに気球旅行へ連れ出され、自然生活に関するさまざまな知識を実践してチックルを驚かせた。

### 夢町小学校
チックル達が通う小学校。チックルとチーコは5年1組に在籍している。

#### 5年1組（チックルのクラスメイト）
山谷ドン太
声 - 大竹宏
チックルの喧嘩相手。家は魚屋で、亡き父親の代わりに家業の手伝いをしている。同作者の『マジンガーZ』における「ボス」のキャラが入った、大柄で乱暴な少年。
ただし、根っから意地悪な性格ではなく、チックル達に協力したり、母のかおるの事を気遣ったりするなど優しい面も少なくない。女は羨ましいといって、様々な行為（スカートを着用するなど）に及んだ事がある。血液型はO型。第35話では少年野球チームの夢町スターズに所属し、チームではキャッチャーを務めた。
普段はハーフパンツをはいているが、一部の日本サンライズ担当回では長ズボンにマフラーといういでたちで登場している。
アゴ
声 - 田の中勇
ドン太の子分。名前の通り、アゴが突き出た顔をしている。第35話では少年野球チームの夢町スターズに所属している描写がある。
第31話でアゴの両親が登場しており、父親は息子と同様に顎が出た顔をしている。
ポチ
声 - 千々松幸子
ドン太の子分。背が低い少年。とても臆病。第35話では少年野球チームの夢町スターズに所属している描写がある。
フー子
声 - 山本圭子
愛称はフーチャン。チックルの友達で、かなり太った体型の女の子。跳び箱が苦手だったが、チックルらに元気づけられ練習を重ねるうち克服する。
早耳なところがあり、アゴが不良グループの仲間になったことも真っ先に聞きつけた。
吉川正
声 - 山本圭子
学級委員を務める真面目でハンサムな少年。塾に通っているため、放課後に遊ぶ時間が取れないらしい。もめごとが起こると授業を始めるようせかしたり「塾があるので」とその場から逃げようとしたりする。血液型はO型。第14話では、ある理由がもとでそれまで学校での宿泊を伴う行事に参加していなかったが、チックルの行動により林間学校への参加を決める。
矢野さとみ
声 - 北浜晴子
大金持ちのお嬢様。マリ（声 - 中谷ゆみ）、キョウコ（声 - 不明）、フサエ（声 - 不明）などの取り巻きがたくさんいる。チックル達とは仲が悪い。4月3日生まれの牡羊座。
井上京助
声 - 不明
第10話に登場。チックルにラブレターを渡したクラスメイトの少年。後にチーコ含む5年1組の女子全員にラブレターを渡していたことが発覚する。女子生徒にちょっかいを出すのが好き。フルネームは封筒に書かれた名前で確認できる。
重雄
声 - 中野聖子
第14話に登場。授業参観が正の独り舞台になった上、勉強ができず親に叱られた少年。最初はチックルと一緒に何として正が勉強するのを阻止しようとしたが、正のある秘密がわかって以来、勉強会と称しドン太ら3人組と正の家に泊まり込む。
圭子
声 - 潘恵子
第42話に登場。チックルから「成績が良くても偉ぶらないし優しい」と評される少女。模範的な生徒として、特に教頭先生から好かれている。チックルが体育の時間で教室にいない間にチックルが着てきた和服を誤って破いてしまう。

#### その他の生徒
錦三郎
声 - 神谷明
チックルとチーコが恋心を抱く6年生の美形の少年。スポーツ万能で、第35話では少年野球チームの夢町スターズに所属している描写がある。また喧嘩が圧倒的に強く、中学生3人を一人で倒したこともある。写真を撮ることが好き。実家は山形にある。
杉山シュウイチ
声 - 不明
第44話に登場。チックルと同年代の美少年。いつも自転車に乗って現れ、自転車での競争に負けたものは、持ち歩いているペンチで両方のペダルを外す「暴走族」。あだ名は「流れ星のシュウ」。父は離島をめぐる医師だが、父とのある約束が果たされていないことに憤りを感じている。

#### 先生
高倉先生
声 - 増岡弘
本名は高倉元太郎。チックルが在籍する5年1組の担任である男の先生。厳格ではあるがさっぱりとした性格をしている。花村先生に想いを寄せている。血液型はO型。実家は牧場ということもあり動物が好きで、幼いころはハムと言う名のブタを可愛がっていた。
花村先生
声 - 杉山佳寿子
本名は花村和歌子。チーコが4年生の時の担任である女の先生。現在では1年生を教えている。
美人でスタイルが良く品行方正な先生で、花嫁修業のために料理教室に通っている。
校長先生
声 - 山田俊司
ニコボテ校長とも。禿頭と白い髭が特徴的な校長先生。
教頭先生とは違って穏やかな性格で、トラブルが起きてもその場を丸く収めようとする。
教頭先生
声 - 八奈見乗児
苗字は蛭田。痩せ型で逆三角形の顔をした教頭先生。総入れ歯をつけている。児童に対しても非常に厳格な態度のため、生徒たちからは嫌われている。
初登場時（第2話）は蛭田校長とクレジットされている。

### その他のレギュラーキャラクター
山谷かおる
声 - 山本圭子
ドン太の母親。三年前に夫と死別し、女手一つでドン太を育てる。鮮魚店「魚山」を営む。回によっては「カオル」とクレジットされている。
ノラ
小森家の周辺に屯しているオスの野良猫。ヒナの遊び相手。
人語は話せないが、人語を理解しているシーンはある。

### ゲストキャラクター
ミヨちゃん
声 - 不明
第1話に登場。チックルと出会う前のチーコのただ一人の親友。チーコに引っ越しの期日が予定より早まったことを伝えられないまま、北海道に引っ越してしまったが、第1話の後半、電話にてチーコと仲直りをする。その際にチーコからのプレゼントであるマフラーを受け取った（実際はチーコに頼まれたチックルが届けた）旨を伝えている。
吉川ヨシ子
声 - 山口奈々
第14話に登場。正の母親で教育ママ。5年1組の授業参観で大活躍する正のことを誇らしげに語る。正の家の前で夜遊びをするチックル達に苦言を呈する。
ケロ吉
声 - 不明
第15話に登場。理科の解剖の実験用として川原でドン太に捕獲されたカエル。笛が得意で「蛙の笛（斎藤信夫作詞・海沼實作曲）をよく仲間のカエルに聴かせていたが、持っていた銀の笛を無くしてしまう。その事情を知ったチックルとチーコは夜の川原へ銀の笛を探しに出かけることになる。
五味老人
声 - 永井一郎
第20話に登場。近所でも有名な、偏屈な老人。孫のヒロミがドン太に財布を取り上げられたと思い込み、ドン太の魚屋から二度と魚を買わないと決める。実際は、ドン太はヒロミの後ろから近づいた野犬を追い払っていたが真相であり、真相の判明後はドン太に自分の非礼を詫び、ドン太の店から購入した魚を使った料理を子供達に振る舞う。
大山国松
声 - 北川国彦
第21話に登場。チックルたちが夏休みに訪れた民宿村に住む老人。自分たちの住む過疎状態の村をよみがえらせたい一心で、自宅をサービス満点の民宿とうそをつき、客が来た際は客自身に部屋の掃除や風呂の準備などをさせていた。イワナが大好き。
大山ウメ
声 - 鈴木れい子
第21話に登場。国松の妻。サダキチ（後述）に子供ができた時のことを考えて作った浴衣を大事にしている。
大山サダキチ
声 - 不明
第21話に登場。大山国松・ウメ夫妻の一人息子。夫妻によると盆踊りの日に民宿村に戻ると言ったきり、10年間帰って来ないという。セールスマンのように見えるが、留守の小森家を狙い、金目のものを盗もうとする。
カツおばさん
声 - 山口奈々
第23話に登場。過去にかおるが店の資金のことなどで世話になったという女性。かおるのお見合いで仲人を務めた。
高倉の父
声 - 宮内幸平
第24話に登場。高倉先生の父親で牧場を経営している。何度も息子から東京に来るよう言われ、そのたびに牧場の動物達を置いていけないと断ってきたものの、夏休みにトラックで動物達とともに先生の住むアパートへやってくる。
三太
声 - 三ツ矢雄二
第25話に登場。チックルたちが訪れた海辺に住む小学生の少年。彼が住む地域では小学生になるまでに岬から飛び込むことができなければならないのだが、尊敬していた、年の離れた兄の一平（声 - 田中崇）が海で行方不明になって以来、海に近づくことすらできなくなった。高倉先生に自分の兄になって欲しいと頼む。母の波江（声 - 坪井章子）と一緒にいる。
岩田社長
声 - 北川国彦
第26話に登場。冬吉が勤める会社の社長。妻の描いた絵の中から一枚の絵を冬吉に押し付ける。
岩田トラ子
声 - 秋元千賀子
社長夫人。絵が趣味で個展を開いたが、お世辞にもきれいとは言えない絵ばかり。クレジットでは「社長夫人」となっており、フルネームは冒頭部分で確認できる。
岩田のぼる
声 - 白川澄子
社長の息子。母の絵心のなさをわかっている。好奇心が強くチックルやうそみどり（後述）に興味を持つ。クレジットには「のぼる」とだけ書かれ、声優の名前は「平川澄子」となっている。
小太郎
声 - 千々松幸子
第27話に登場。育児に疲れた母親（声 - 野村道子）から公園に捨てられていた1、2歳くらいの子供。
星野ルミ
声 - 潘恵子
第28話に登場。チックルたちと同年代の空中ブランコ乗り。ドリームサーカスで、ピエロの父･幸太郎（声 - 矢田耕司）と活動している花形スター。病気を理由にサーカスに出られなくなり、チックルが代役を務めることになる。また、冒頭で2回程母（声 - 滝満江）から「ルミコ」と呼ばれている。
マコ
声 - 桂玲子
第30話に登場。ヒナと同年代の少女。とても信心深く、魔法で羽の生えたチックルを天使だと思い込み、願いをかなえてほしいと頼むようになる。団地に住んでおり、共働きで忙しい両親（母親の声 - 戸部光代、父親の声 - 山田俊司）のいない間は一人で家事をこなしている。
勉
声 - 鈴木れい子
第34話に登場。道路でラジコンカーで遊んでいたところ、チックルにラジコンカーを踏まれ壊された少年。チックルが魔法で修理するが、危うく魔法使いとばれそうになり、とっさに「大発明家」とごまかす。実は蛭田教頭の孫。
ミネキュウジ
声 - 不明
第35話に登場。少年野球チーム・夢町スターズのピッチャー。三郎のことを先輩と呼んでおり、チーコはさん付けで呼ぶため小学5年生くらいと思われる。亡くなった兄（声 - 不明）を目標に毎日猛特訓をしているが、チックルの投げる（魔法を用いた）剛速球を目にし、自信を無くす。
明
声 - 古谷徹
第39話に登場。動物園の飼育係見習いの若者。生命の危機に見舞われた赤ちゃんゴリラ･ゴローの命を救うべく奮闘する。
タケシ
声 - つかせのりこ
第40話に登場。チックルたちと同世代の少年。「友達はいらない」と言っており、よその子が仲よく遊んでいるところをいつも邪魔する。
タケシの母
声 - 山口奈々
第40話に登場。病弱で、いつも友達を作ろうとしないタケシの身を案じている。
タミ
声 - 加川三起
第41話に登場。魔女とうわさされているおばあさん。魔女のような黒いドレスを着ており、古い屋敷に住んでいる。人を困らせるのが大好きと言っているが、本当は捨てられた犬や道具を拾っては、餌を与えたり直したりするいい人。
ボス
声 - 不明
第43話に登場。動物園のボス猿。チックル達に「お使い代理人」として雇われるが、お使いをするどころか商店街を荒らし回ったり、高倉先生のラーメンライスをタダ食いしたりするなど悪行を繰り返す。
ミヨ
声 - 不明
第44話に登場。ある島に住んでいる少女で、過去にシュウイチの父に世話になったという。島からパパイヤを届けにやって来たが、シュウイチからは突き返されてしまう。
なお、チーコの友達のミヨちゃんとは別人である。

### 魔法の国の住民とその関係者
うそみどり
声 - 緒方賢一
第26話に登場。人の心の中のウソを見抜く鳥。魔法の絵本の中に住んでいる。
小鬼
声 - 田中崇
第40話に登場。タケシの心の中に住みつき、ひねくれた性格にした悪い鬼。やりで戦う。自分の居場所を突き止めたチックルをすぐに魔女だと見抜いた。涙に弱い。
オジャマ大王
声 - 緒方賢一
最終話に登場。魔法の国の住人でオジャマグリーン一族の大王を名乗る。チックルを魔法界に連れ戻そうとやってきた。緑色で2頭身、妖精のような姿。ドジョウ髭に赤いマントを羽織る。マントの留め具にはチックルの身につけているネックレスの飾りと同じものが使われている。姿を消して行動できる。バトンのような道具で魔法を使う。呪文はチックルと同じ。

## 作中で登場する呪文
マハール ターマラ フーランパ
チックルが魔法をかける時はほとんどの場合この呪文を唱える。「マハールターマラ」で両手の人差し指を左右に振り、「フーラン」でくるりと回した後に「パ」で人差し指を前に突き出すのが特徴で、この動作は本作の原作者である永井豪が考えたと言われている。基本的に呪文と指の操作がセットで初めて魔法をかける事が可能であるらしく、第22話ではチックルが指名手配中の犯人に両手を縄で縛られ、指の自由が利かないために魔法がかけられず、生命の危機に陥る描写がある。
ペケポン
チックルの魔法が度を越した場合に、チーコが再びチックルを絵本の中に封じるために唱える呪文。この呪文によってチックルはチーコによって何度か絵本に閉じ込められている。また絵本の中に封じることができるのは魔法使いや従来から絵本の世界に存在するものだけで、人間を封じることはできない。
クルンカクルンコテコポコテン(またはクルンカクルンカテコポコテン)
絵本に閉じ込められていたチックルの封印を解いた際、チーコが唱えた呪文。前述の呪文「ペケポン」でチックルを絵本に閉じ込めたあと、再び絵本からチックルを人間界に呼び戻す際にも使用される。

## スタッフ
- プロデューサー - 碓氷夕焼（テレビ朝日）、松永英（大広）、飯島敬、小野耕人（東映）
- 原作 - 永井豪とダイナミックプロ
- 漫画 - 成実由規（ひとみ連載）、菜摘ペコ（小学一年生連載）、あらすみこ（幼稚園連載）
- 音楽 - 渡辺岳夫
- 音楽製作 - あんだんて
- 撮影監督 - 森口洋輔
- 美術設定・美術 - 加藤清
- 美術ボード - 宮本清司、増岡清弘
- 色彩設定 - 坂野加世子、佐藤孝二、増田かつ子、森下ひろ子、須田節子、西牧たみ子
- 編集 - 松本高行
- 効果 - 浜田知彦（スワラプロ）
- 音響ディレクター - 太田克己
- チーフディレクター - 久岡敬史
- 製作協力 - ネオメディア プロダクション、日本サンライズ、風プロダクション
- 制作 - テレビ朝日、大広、東映

## 主題歌
オープニングテーマ - 「魔女っ子チックル」
作詞 - 永井豪 / 作曲 - 渡辺岳夫 / 編曲 - 馬飼野俊一 / 歌 - 堀江美都子・コロムビアゆりかご会
1981年発売のコンパクト盤『城野賢一・清子 監修・振付 ダンス教材（学芸会・おゆうぎ会用） ちいさなさむらい/魔女っ子チックル/笛吹き鉄太郎/雨の小人のチャールストン』（東芝EMI、規格品番：TS-4878）で一城みゆ希がカバーした。
エンディングテーマ - 「チックルチーコのチャチャチャ」
作詞 - 渡辺岳夫 / 作曲 - 渡辺岳夫 / 編曲 - 馬飼野俊一 / 歌 - 堀江美都子・コロムビアゆりかご会

## 各話リスト
| 話数 | 放送日        | サブタイトル             | 脚本         | 絵コンテ       | 演出            | （作画監修） 作画監督 | 制作協力         |
| ---- | ------------- | ------------------------ | ------------ | -------------- | --------------- | --------------------- | ---------------- |
| 1    | 1978年 3月6日 | ラッキーペァー誕生       | 馬嶋満       | 山田秀夫       | 高木厚炎        | （木村圭市郎） 玉沢武 | ネオメディア     |
| 2    | 3月13日       | てんやわんやの新学期     | 田村多津夫   | 小林ひろみ     | 高木厚炎        | （木村圭市郎） 玉沢武 | ネオメディア     |
| 3    | 3月20日       | すてきなすてきな 男の子  | 馬嶋満       | 山田秀夫       | 高木厚炎        | （木村圭市郎） 玉沢武 | ネオメディア     |
| 4    | 3月27日       | パーティーにご用心!      | 篠崎好       | 雪村剛         | 坂田透          | （木村圭市郎） 玉沢武 | ネオメディア     |
| 5    | 4月3日        | 涙、涙のガキ大将         | 富田祐弘     | 水田勇         | 久岡敬史        | （木村圭市郎） 玉沢武 | ネオメディア     |
| 6    | 4月10日       | 班長さんはくたびれる!    | 富田祐弘     | 高木厚炎       | 高木厚炎        | （木村圭市郎） 玉沢武 | ネオメディア     |
| 7    | 4月17日       | お姉さんはいじめっこ     | 曽田博久     | 山田秀夫       | 坂田透          | （木村圭市郎） 玉沢武 | ネオメディア     |
| 8    | 4月24日       | 海の神様SOS!             | 篠崎好       | 浦井泰         | 高木厚炎        | （木村圭市郎） 玉沢武 | ネオメディア     |
| 9    | 5月1日        | 女は駄目よ! 鯉のぼり     | 篠崎好       | 高木厚炎       | 坂田透          | （木村圭市郎） 玉沢武 | ネオメディア     |
| 10   | 5月8日        | 花嫁さんがこわい!        | 富田祐弘     | 山田秀夫       | 坂田透          | （木村圭市郎） 玉沢武 | ネオメディア     |
| 11   | 5月15日       | はばたけ! 母の愛で       | 酒井あきよし | 井内秀治       | 坂田透 内田祐司 | （木村圭市郎） 玉沢武 | ネオメディア     |
| 12   | 5月22日       | 愛情メーター感度良好     | 曽田博久     | 高木厚炎       | 坂田透 内田祐司 | （木村圭市郎） 玉沢武 | ネオメディア     |
| 13   | 5月29日       | 野生の男! お父さん       | 曽田博久     | 村田四郎       | 坂田透 内田祐司 | （木村圭市郎）        | ネオメディア     |
| 14   | 6月5日        | 敵はガリ勉スーパーマン   | 曽田博久     | あしべつひろし | 中野健治        | （森下圭介） 原完治   | 風プロダクション |
| 15   | 6月12日       | 蛙の命は銀の笛           | 篠崎好       | 佐々木勝利     | 坂田透          | （木村圭市郎）        | ネオメディア     |
| 16   | 6月19日       | 星占いナンバーワン       | 曽田博久     | 湯山邦彦       | 内田祐司        | （木村圭市郎）        | ネオメディア     |
| 17   | 6月26日       | 町のギャングは仔猫の親   | 三宅直子     | あしべつひろし | 中野健治        | （森下圭介） 原完治   | 風プロダクション |
| 18   | 7月3日        | 秘密がいっぱい           | 曽田博久     | 高木厚炎       | 坂田透          | （木村圭市郎）        | ネオメディア     |
| 19   | 7月10日       | 弱虫小虫肝だめし         | 三宅直子     | あしべつひろし | 中野健治        | （森下圭介） 高橋愛緒 | 風プロダクション |
| 20   | 7月17日       | ホームランで大事件       | 辻真先       | 湯山邦彦       | 内田祐司        | （木村圭市郎）        | ネオメディア     |
| 21   | 7月24日       | ふるさと行き夜行特別列車 | 曽田博久     | あしべつひろし | 向中野義雄      | （森下圭介） 原完治   | 風プロダクション |
| 22   | 7月31日       | 捕まえたお化け           | 相原道子     | 湯山邦彦       | 坂田透          | （木村圭市郎）        | ネオメディア     |
| 23   | 8月7日        | お母さんの結婚?!         | 原島将郎     | 高垣幸蔵       | 内田祐司        | （木村圭市郎）        | ネオメディア     |
| 24   | 8月14日       | トラックに乗ってきた古里 | 辻真先       | 湯山邦彦       | 坂田透          | （木村圭市郎）        | ネオメディア     |
| 25   | 8月21日       | 溺れた浦島太郎           | 田口成光     | 湯山邦彦       | 内田祐司        | （木村圭市郎）        | ネオメディア     |
| 26   | 8月28日       | おせじ・ごますり大嫌い   | 三宅直子     | 湯山邦彦       | 坂田透          | （木村圭市郎）        | ネオメディア     |
| 27   | 9月4日        | 星空がうたう子守唄       | 山本優       | 湯山邦彦       | 内田祐司        | （木村圭市郎）        | ネオメディア     |
| 28   | 9月11日       | 空をとぶ少女             | 曽田博久     | 今敏郎         | 内田祐司        | （木村圭市郎）        | ネオメディア     |
| 29   | 9月18日       | 双子のたたりじゃ魔法病   | 雪室俊一     | 今敏郎         | 坂田透          | （木村圭市郎）        | ネオメディア     |
| 30   | 10月2日       | 雲から落ちた天使         | 曽田博久     | 今敏郎         | 坂田透          | （木村圭市郎）        | ネオメディア     |
| 31   | 10月9日       | あぶない友達             | 曽田博久     | 名輪丈         | 田代文夫        | 阿仁ますお            | 日本サンライズ   |
| 32   | 10月16日      | 皆が主役? シンデレラ     | 三宅直子     | 向中野義雄     | 中野健次        | （森下圭介） 原完治   | 風プロダクション |
| 33   | 10月23日      | 俺たち女の子!?           | 雪室俊一     | 名輪丈         | 田代文夫        | 小林慶輝              | 日本サンライズ   |
| 34   | 10月30日      | 大発明! 成功は失敗のもと | 曽田博久     | 向中野義雄     | 中野健次        | （森下圭介） 玉沢武   | 風プロダクション |
| 35   | 11月6日       | 泣き出した魔球のエース   | 山本優       | 名輪丈         | 田代文夫        | 阿仁ますお            | 日本サンライズ   |
| 36   | 11月13日      | 女性の魅力は馬鹿力?      | 三宅直子     | 向中野義雄     | 中野健次        | （森下圭介） 原完治   | 風プロダクション |
| 37   | 11月20日      | 恐龍くん町を行く         | 辻真先       | 名輪丈         | 田代文夫        | 福島正                | 日本サンライズ   |
| 38   | 11月27日      | 魔法の料理はフーランパ   | 辻真先       | 岡友美         | 剣竹青          | （森下圭介） 原完治   | 風プロダクション |
| 39   | 12月4日       | がんばれ! 赤ちゃんゴリラ | 安藤豊弘     | 名輪丈         | 田代文夫        | 加藤音次郎            | 日本サンライズ   |
| 40   | 12月11日      | ハートの鬼の泣きどころ   | 三宅直子     | 岡友美         | 剣竹青          | （森下圭介） 原完治   | 風プロダクション |
| 41   | 12月18日      | うわさの魔女屋敷         | 金春智子     | 名輪丈         | 田代文夫        | 阿仁ますお            | 日本サンライズ   |
| 42   | 1979年 1月8日 | 振袖姿の初登校           | 曽田博久     | 岡友美         | 剣竹青          | （森下圭介） 原完治   | 風プロダクション |
| 43   | 1月15日       | お手伝いさんはサル山育ち | 山本優       | 名輪丈         | 田代文夫        | 加藤音次郎            | 日本サンライズ   |
| 44   | 1月22日       | 島からの便り             | 鷺山京子     | 名輪丈         | 田代文夫        | 阿仁ますお            | 日本サンライズ   |
| 45   | 1月29日       | 魔法の国からの使者       | 曽田博久     | 名輪丈         | 田代文夫        | 阿仁ますお            | 日本サンライズ   |

- 日本サンライズが担当した回は、絵コンテが「ストーリーボード」としてクレジットされている。

## 放送局
出典は個別に提示されているものを除き、右記のものを使用する。
- テレビ朝日（制作局）：月曜 19:00 - 19:30
- 北海道テレビ：月曜 19:00 - 19:30[22]
- 山形放送：木曜 17:00 - 17:30[23]
- 東日本放送：月曜 19:00 - 19:30[24]
- 福島中央テレビ：土曜 19:00 - 19:30[25]
- 新潟総合テレビ：月曜 19:00 - 19:30[26]
- 山梨放送：日曜　6:15 - 6:45[27]
- 長野放送：金曜 17:30 - 18:00[28]
- 北日本放送 ：月曜 17:00 - 17:30[29]
- 石川テレビ：木曜 16:00 - 16:30
- 静岡県民放送：月曜 19:00 - 19:30[30][31]
- 名古屋テレビ：月曜 19:00 - 19:30
- 朝日放送：月曜 19:00 - 19:30
- 山陰放送：土曜 17:00 - 17:30（1978年8月時点）[32]→月曜 17:30 - 18:00
- 岡山放送：月曜 19:00 - 19:30（本放送当時は岡山県のみで放送）
- 広島ホームテレビ：月曜 19:00 - 19:30
- 山口放送：水曜 16:45 - 17:15（1980年に放送）[33]
- 瀬戸内海放送：月曜 19:00 - 19:30（本放送当時は香川県のみで放送）
- 九州朝日放送：月曜 19:00 - 19:30
- テレビ大分：月曜 19:00 - 19:30
- 鹿児島テレビ：月曜 19:00 - 19:30

## 補足
- 企画書段階では『ぺぺとポポ』、『ふしぎっ子ペペポポ』と考案され、『おてんば妖精チックルチーコ』にて、現行作品の内容にほぼ固まった[34]。
- 第14話をもってチックル･チーコを含めた一部キャラクターの顔のデザインが変更された。第13話までは、チックルに見られる下瞼の外側へのラインと斜め上方向に描かれる目尻のラインが一体化している眼の描き方など永井豪らしい独特なデザインだったのに対し、第14話以降はチックルの眼のデザインを変更し、顔の輪郭も若干ふっくらとさせたデザインとなった。第14話から第30話までは風プロダクション担当回のみ変更後のデザインを使用していたが、第31話以降はオープニング、エンディング、アイキャッチ含め変更後のものに統一された。[35]
- 放送時期により前期・後期のオープニング、エンディング、アイキャッチが存在する。

前期(第1話から第30話まで)
オープニング
流星をイメージしたタイトルバック表示。
第1話のみ「おてんばまじょっこチックル　ラッキーペアーの　チーコ」の歌詞テロップが表示されるタイミングが第2話以降と異なる。
第4話のみ前奏の途中で「ゆびゆびたてたら　ゆびゆびたてたら」の歌詞テロップが表示されている。
第12話からはタイトルロゴの「魔女っ子」の文字の点滅が短い間隔に変更されている。
エンディング
止め絵を多用し、締めには本放送当時に制作局・テレビ朝日のステーション・イメージとして契約されていた、ワーナー・ブラザースのアニメキャラクター、トゥイーティーが登場する。
＊本作のDVDには未収録。また再放送時は新たに作成した、トゥイ―ティーが登場しない「再放送用前期ED」に差し替えるか、後期共々カットされるかのどちらかとなる。なお東映ビデオから発売&レンタルされた「TVヒーロー主題歌全集」（ベータマックス・VHS）には「再放送用」が収録された。
＊オープニング・エンディング共に、曲の後半にチックルとチーコが浜辺で戯れるシーンが登場する。水着のデザインはそれぞれ異なる。2人は小学5年生との設定ではあるが、永井豪原作・キャラクターデザインということもあり、ここでは年齢よりやや大人びた体型で描かれている。
アイキャッチ
青と白のうずをバックにしたチックルの1枚絵。Bパートに移る前にチックルが「マハールターマラフーランパ」と1回唱える。効果音はオープニング曲のアレンジ。
第2話では同じ呪文を、Aパート･Bパートで1回ずつ唱えた。
第30話のみ効果音が第31話以降のものに変わり、チックルの呪文はなし。変更した効果音はAパート、Bパート共通。
後期(第31話から最終話まで)
オープニング
タイトルバック、チックルが堀江の歌詞に合わせて呪文を唱える。
エンディング
チックルは夏服のTシャツとデニムで登場、動物たちとリズムに合わせ行進する。
アイキャッチ
デザインが変更。Aパートのものは画面に向かって手を振るチックル、Bパートのものはチックル･チーコが花畑を駆ける絵。効果音はエンディング曲のアレンジで、チックルの呪文はなし。
第31話のみ第29話までと同じ効果音が使われた。
- 第3話から第7話までと第9話から第11話の冒頭には、第1話のあらすじをチックルのナレーションとともに説明するシーンが付されている。
- 次回予告は3パターン存在し、変更した時期はオープニング、エンディング、アイキャッチと異なる。

第1話から第7話、第9話
「つぎの　魔女っ子チックル」とテロップが入るのみ。
第8話、第10話から第31話
同じテロップの入ったチックル・チーコ・ヒナ・ノラの1枚絵からスタート。チーコがかごいっぱいの花を持って、チックルと野原を駆けている。
第32話から最終話まで
描かれているキャラクターは同じだが全員、大きめに描かれている。花畑でチックル・チーコが手を取り踊っている。テロップは変わらず。

## 関連商品
日本コロムビアより発売

### EP
魔女っ子チックル/チックルチーコのチャチャチャ
SCS-408：1978年4月1日
朝日ソノラマからは「ソノシート」が発売された。

### 音楽CD
- アルバムCD

日本コロムビアより発売
永井豪の世界
COCC-12914　1995年9月30日発売
歌いつがれる少女の夢 東映動画 魔法少女アニメ全集
（1994年8月21日発売 CD2枚アルバムに収録） COCC-11865/6 OPとEDの主題歌を収録。
このほか、堀江美都子がリリースしているアルバムにも多数収録されている。

### DVD
- 本作の映像ソフト化はOP・END映像のみとなっていたが、2005年12月9日から2006年3月21日にかけて初めての本編を含めた映像ソフト化となるDVDソフトが東映ビデオより発売された。全4巻で各11話（最終巻のみ12話）収録。ジャケットは、越智一裕の描き下ろし。

魔女っ子チックル　DVD V0L.1　DSTD06311　1話 - 11話（初回のみ全巻収納BOX付き）　
魔女っ子チックル　DVD V0L.2　DSTD06312　12話 - 22話
魔女っ子チックル　DVD V0L.3　DSTD06313　23話 - 33話
魔女っ子チックル　DVD V0L.4　DSTD06314  34話 - 45話（完）
- 各巻の解説書には、企画書や初期設定、当時の玩具の紹介などが記載され、資料性が高いものである。

- 本作の原作者である永井豪の画業50年突破記念として『永井豪アニメ一挙見 Blu‐ray』が2019年9月11日に発売された。永井が原作であるアニメが10作品収録されているが、その中に本作もセレクトされ、第3話と第21話が収録されている[37]。